# Климовський (Гомельський район)
Климовський (біл. Клімаўскі) — селище в Єроминській сільській раді Гомельського району Гомельської області Республіки Білорусь.

## Географія

### Розташування
У 9 км від Гомеля, 5 км від залізничної станції Лазурна (на лінії Жлобин — Гомель).

## Гідрографія
На заході та півночі меліоративні канали, сполучені з річкою Біличанка (притока річки Уза).

## Транспортна мережа
Поруч автошлях Пихань — Гомель. Планування складається із короткої меридіональної вулиці, забудованої двосторонньо дерев'яними будинками садибного типу.

## Історія
Відоме з 1926 року у Костюковській сільській раді Гомельського району Гомельського округу. У 1930 році створено колгосп «Перемога», працювали вітряк, кінна зернодробарка. Під час німецько-радянської війни 13 мешканців загинули на фронті. У 1959 році у складі колгоспу ім. XXII з'їзду КПРС (центр – село Єромине).

## Населення

### Чисельність
- 2009 — 29 мешканців.